# Trap Muzik
Albums de T.I.
I'm Serious
(2001) Urban Legend
(2004)
Singles
1. 24's
Sortie : 15 avril 2003
2. Be Easy
Sortie : 7 octobre 2003
3. Rubber Band Man
Sortie : 30 décembre 2003
4. Let's Get Away
Sortie : 29 juin 2004

Trap Muzik est le deuxième album studio de T.I., sorti le 19 août 2003 aux États-Unis.
L'album a été certifié disque de platine par la Recording Industry Association of America (RIAA) le 1er juin 2007.
En 2012, le magazine Complex l'a classé parmi les 25 albums de rap « classiques » de la précédente décennie.

## Liste des titres
| No  | Titre                                                                                | Contient un (des) sample(s) de      | Durée      |
| --- | ------------------------------------------------------------------------------------ | ----------------------------------- | ---------- |
| 1.  | Trap Muzik (featuring Mac Boney – Produit par T.I., San « Chez » Holmes et DJ Toomp) |                                     | 4 min 00 s |
| 2.  | I Can't Quit (Produit par Benny « Dada » Tillman et Carlos « Los Vegas » Thornton)   |                                     | 4 min 17 s |
| 3.  | Be Easy (Produit par DJ Toomp)                                                       | Somebody to Love d'Al Wilson        | 3 min 18 s |
| 4.  | No More Talk (Produit par San « Chez » Holmes)                                       | Can't Find the Judge de Gary Wright | 3 min 53 s |
| 5.  | Doin' My Job (Produit par Kanye West)                                                | I'm Just Doing My Job de Bloodstone | 4 min 13 s |
| 6.  | Let's Get Away (featuring Jazze Pha – Produit par Jazze Pha)                         | Day Dreaming d'Aretha Franklin      | 4 min 37 s |
| 7.  | 24's (Produit par DJ Toomp)                                                          |                                     | 4 min 42 s |
| 8.  | Rubber Band Man (Produit par David Banner)                                           |                                     | 5 min 47 s |
| 9.  | Look What I Got (Produit par DJ Toomp)                                               |                                     | 3 min 05 s |
| 10. | I Still Luv You (Produit par Nick « Fury » Loftin)                                   | She's Only a Woman des O'Jays       | 4 min 58 s |
| 11. | Let Me Tell You Something (Produit par Kanye West)                                   | I Want to Be Your Man de Roger      | 3 min 40 s |
| 12. | T.I. vs. T.I.P. (Produit par T.I.)                                                   |                                     | 3 min 52 s |
| 13. | Bezzle (featuring 8Ball & MJG et Bun B – Produit par DJ Toomp)                       |                                     | 4 min 54 s |
| 14. | Kingofdasouth (Produit par Ryan « LiquidSound » Katz)                                |                                     | 5 min 00 s |
| 15. | Be Better Than Me (Produit par San « Chez » Holmes)                                  |                                     | 5 min 00 s |
| 16. | Long Live da Game (Produit par San « Chez » Holmes)                                  |                                     | 2 min 14 s |

| 17. | Rubber Band Man (Remix) (featuring Twista, Trick Daddy et Mack 10 – Produit par David Banner) | 4 min 32 s |

## Classement
| Classement (2003)      | Meilleure Position |
| ---------------------- | ------------------ |
| Billboard 200          | 4                  |
| Top R&B/Hip-Hop Albums | 2                  |